# БАЗ-А079
БАЗ-А079 «Еталон» — автобус малого класу, призначений для перевезення пасажирів на міських, приміських і міжміських комерційних маршрутах. Автобус з 2002 по 2015 рік випускався на Бориспільському автозаводі (БАЗ), який розташований у селі Проліски Бориспільського району Київської області, частина автобусів випускалася на Чернігівському автозаводі. «Еталон» базується на індійському шасі ТАТА LPT-613/38 Bus, що є ліцензійним продуктом концерну «Daimler AG»[джерело?], і оснащений дизельним двигуном 5,675 л TATA-697 І6, що розвиває потужність 130 к.с.
Всього виготовлено близько 11 000 автобусів сімейства БАЗ-А079, що робить його наймасовішим сучасним українським автобусом. На зміну йому прийшло сімейство автобусів БАЗ-А081.10.

## Історія

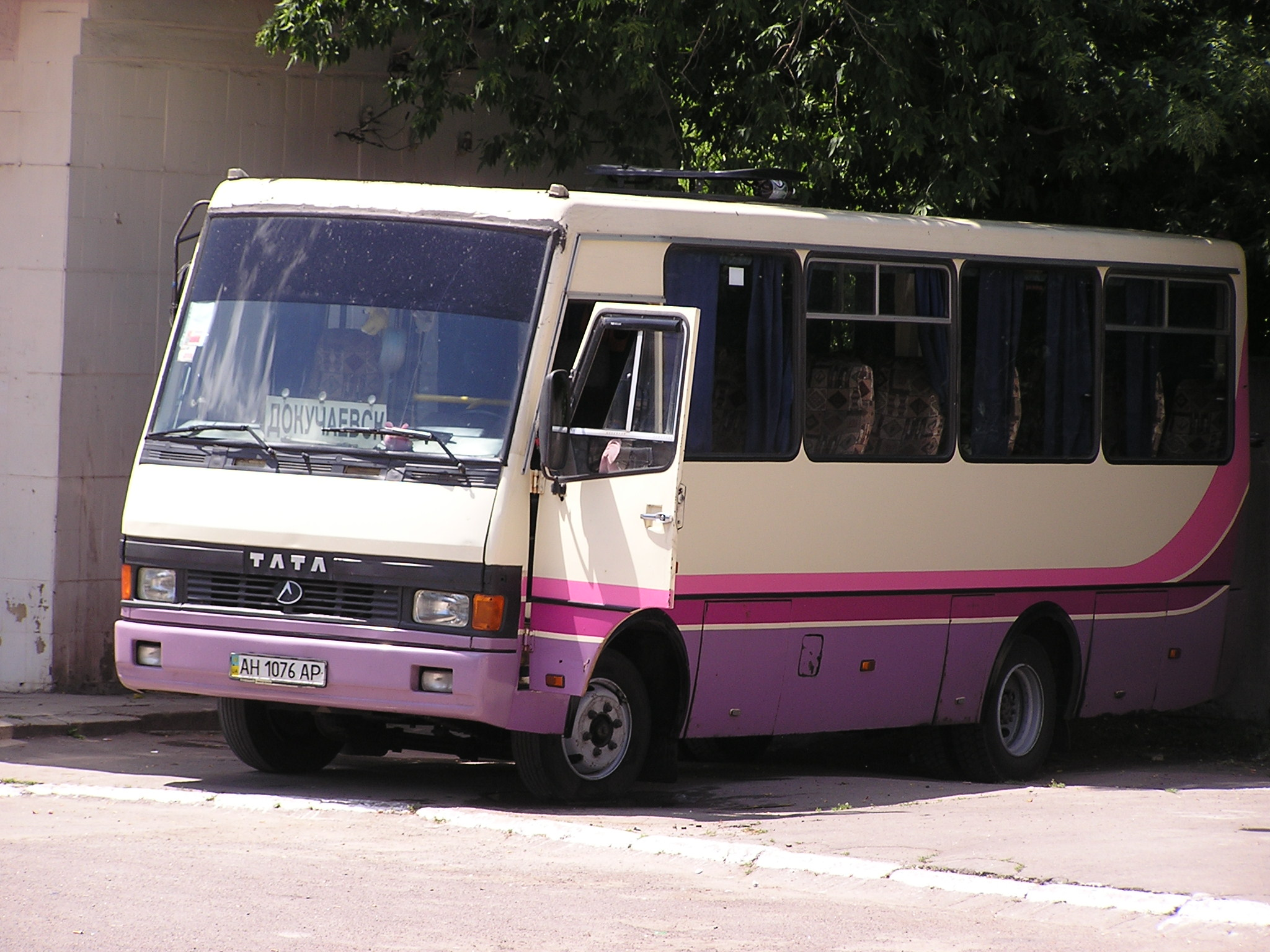
БАЗ А079.09 в Докучаєвську

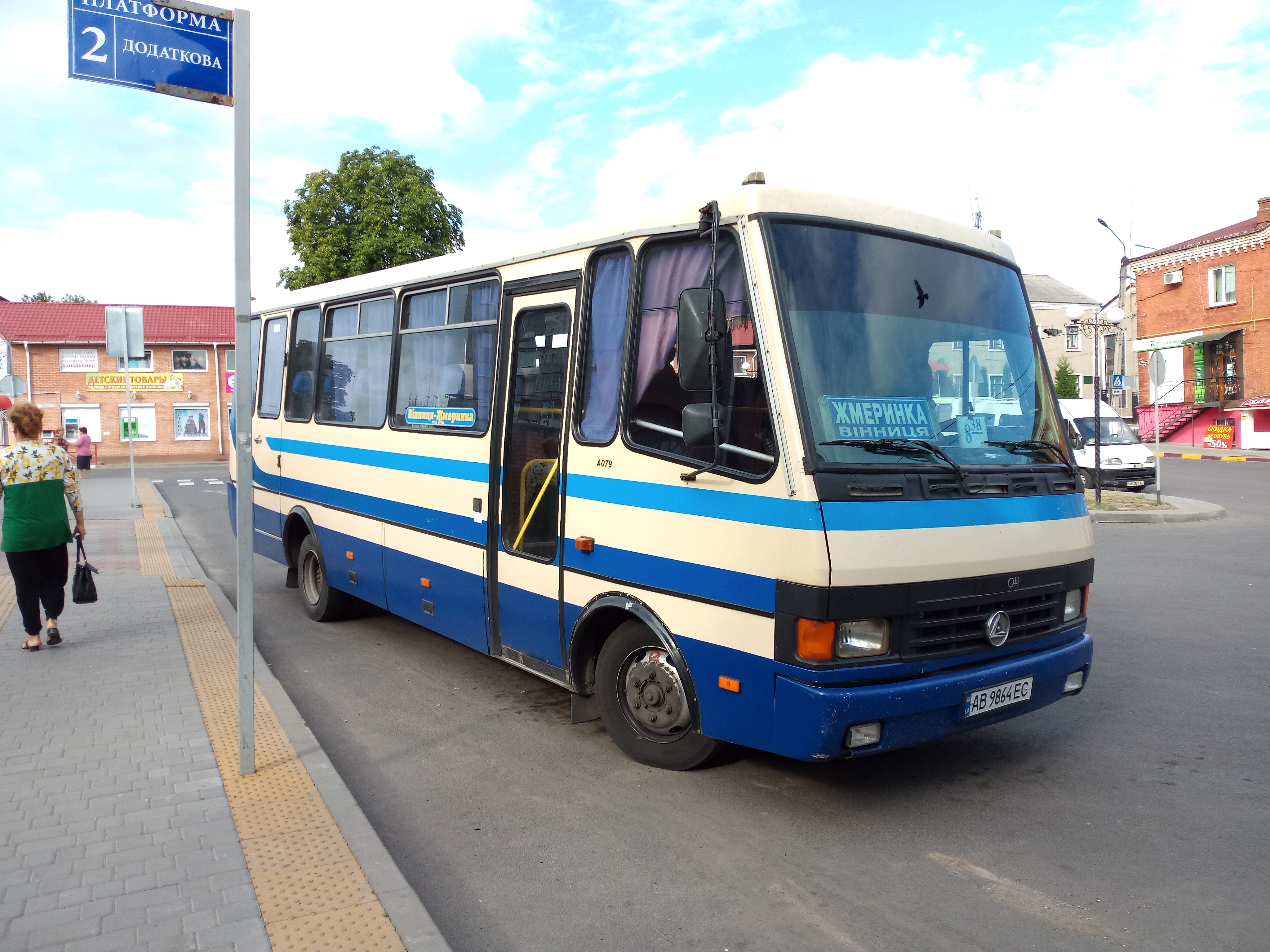
БАЗ А079.34 у Жмеринці

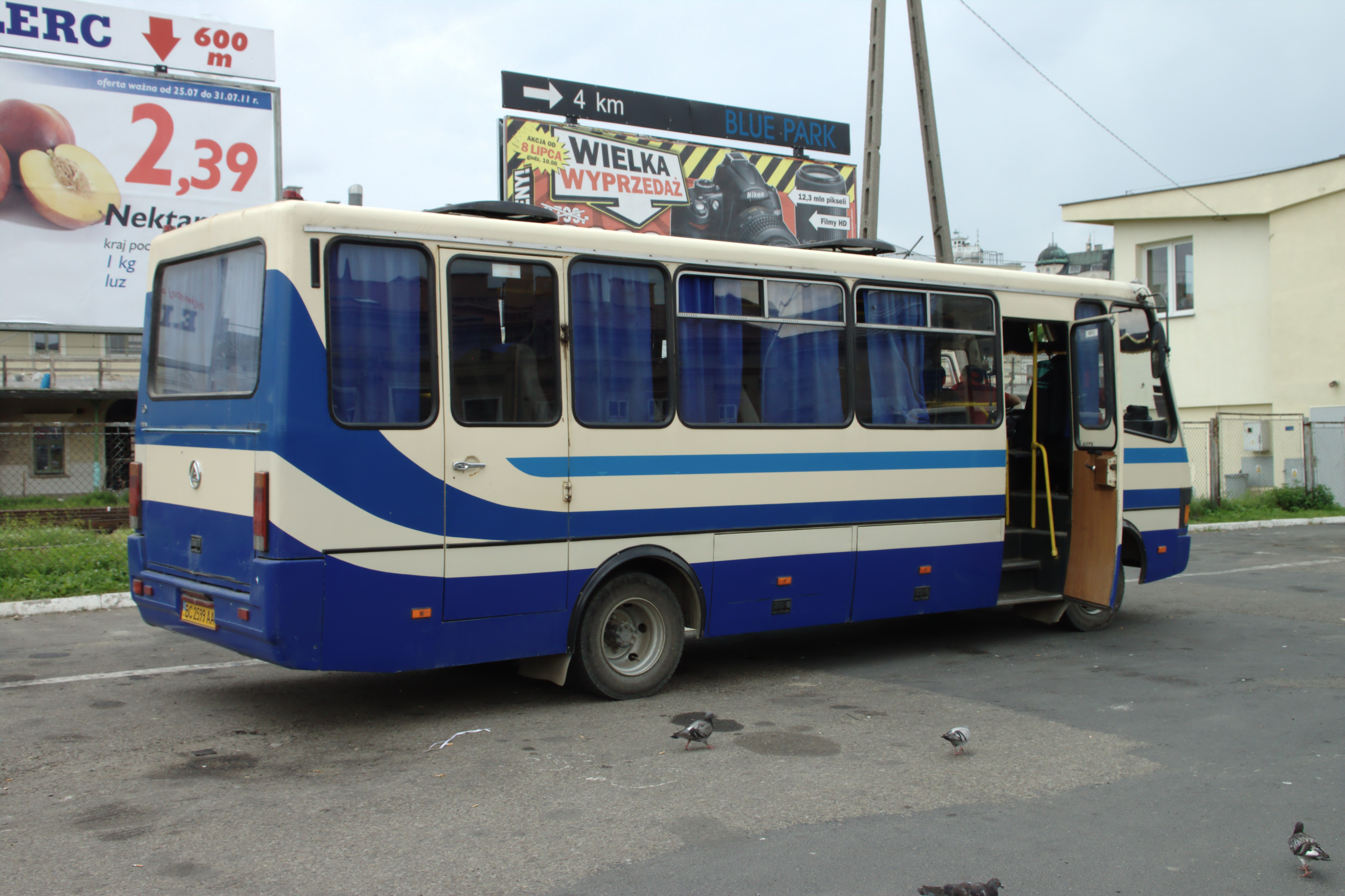
БАЗ А079.23 в Перемишлі

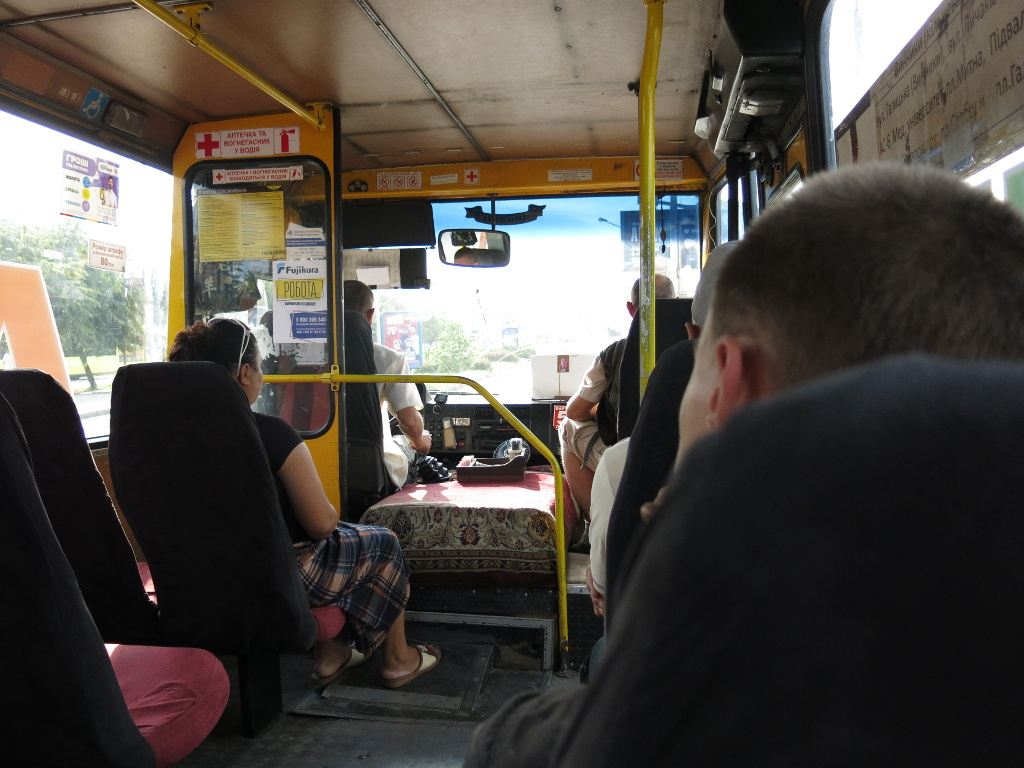
Інтер'єр салону

Перші два серійних автобуси БАЗ-А079 зійшли з конвеєра заводу 1 жовтня 2002 року, хоча сама модель була створена трохи раніше конструкторами ВАТ «Укравтобуспром». У майстернях ВАТ «Укравтобуспром» було побудовано кілька дослідних зразків, які відрізнялися від серійних машин профілем скління кузова, формою бамперів, зовнішніми дзеркалами заднього виду. Дослідні автобуси мали на капоті емблему ВАТ «Укравтобуспром». Один з дослідних автобусів було презентовано на автосалоні SIA'2002.
У 2003 році БАЗ розширив лінійку своєї продукції. З'явилися нові модифікації автобуса А079, які були представлені на автосалоні SIA'2003. Була розроблена модифікація моделі А079 з подовженою колісною базою, а також шкільні автобуси, Останні були обладнані проблисковими маячками на даху, звуковим сигналом, який спрацьовує при відкриванні дверей, внизу під сидіннями були встановлені підставки під портфелі.
У листопаді 2005 року автобуси БАЗ-А079 стали випускатися на Чернігівському автозаводі. Це було пов'язано, перш за все, з розширенням модельного ряду і збільшенням попиту на продукцію.
З початку 2006 року автобуси БАЗ-А079 стали оснащувати двигуном, доведеним до нормативів Євро-2, що призвело до зміни індексу модифікацій. При цьому зовні автобус зазнав лише незначних змін — зменшилося перше вікно салону по лівому борту зі збільшенням міжвіконної стійки між ним і водійськими дверима, з'явилися вертикальні решітки-повітрозабірники за останнім вікном по обох бортах.
У вересні 2008 року міські і приміські модифікації отримали БАЗ-А079 нове ім'я «Пролісок», а міжміські — «Мальва». З 2008 року автобуси БАЗ-А079 стали оснащувати двигуном, доведеним до нормативів Євро-3.
В грудні 2008 року виробництво було зупинено через економічну кризу. З квітня 2009 року виробництво було відновлено.
У вересні 2009 року було презентовано нову модель автобуса БАЗ-А079.45, пристосованого для перевезення осіб з обмеженими руховими можливостями та обладнаного майданчиком підйомною автомобільною моделі ППА-150. Основні характеристики ППА-150:
- вантажопідйомність: не більше З50 кг;
- швидкість підйому/опускання: 0,15 м/с;
- привід: електро-гідравлічний.

Майданчик для інвалідного візка розкладається в робоче положення вручну. Підйом і опускання майданчика здійснюється за допомогою дистанційного пульта управління.
На початку 2010 року пройшли весь комплекс випробувань та були сертифіковані нові моделі спеціалізованих шкільних автобусів БАЗ-А079.13ш та БАЗ-А079.24ш (пасажиромісткістю 25 та 29 місць відповідно). Шкільні автобуси БАЗ-А079 сертифіковані згідно з національним стандартом України ДСТУ 7013:2009, виданим Державним автотранспортним науково-дослідним і проектним інститутом (ДержавтотрансНДІпроект) Міністерства транспорту та зв'язку України, та відповідають усім чинним в Україні вимогам до спеціалізованих автобусів, призначених для перевезення учнів шкіл та педагогічних працівників.
Двигун доведено до нормативів Євро-4.
З 1 червня 2010 року гарантійний період експлуатації автобусів БАЗ-А079 «Еталон» зріс на 12 місяців та на 10 000 км пробігу і становить відповідно 24 місяці або 50 000 км, в залежності від того, який з цих показників настане раніше.
В 2010 році представлено БАЗ-А081.10, який має замінити БАЗ-А079.

## Опис
Автобус БАЗ-А079 розрахований на 30-40 місць (залежно від модифікації), салон відділений від кабіни неповною перегородкою і поручнями. Кількість пасажирських дверей варіюється залежно від модифікації. Кількість і тип сидінь в салоні також різне в різних модифікаціях моделі. Міські модифікації мають трирядне компонування сидінь, двоє автоматичних дверей з пневматичним приводом. Приміські і міжміські модифікації мають чотирирядне компонування сидінь, передні двері можуть бути як автоматичними (поворотні або притискного типу «Пантограф»), так і ручного відкривання, задні двері аварійного виходу — механічні (ручне відкривання). Салон автобуса обшитий декоративним пластиком «під дерево». У міжміських автобусах сидіння встановлені на «подіумі», в задньому звисі є багажник, а над сидіннями в салоні — багажні полиці. Стеля і багажні полиці у міжміських автобусах обшиті тканиною. Також у міжміських модифікаціях встановлюється магнітола з динаміками в салоні.

## Двигуни
- 5,675 л TATA-697 І6 Євро-1 129 к.с. 416 Нм
- 5,675 л TATA-697 TC55L І6 Євро-2 129 к.с. 416 Нм
- 5,675 л ТАТА 697 TC IC І6 Євро-3 130 к.с. 416 Нм
- 5,675 л ТАТА 697 TC 65 І6 Євро-4 130 к.с. 416 Нм

## Модифікації
В процесі серійного виробництва двигун автобуса постійно допрацьовувався до відповідності екологічним стандартам. Це знаходило відображення в позначеннях модифікацій автобусів. В результаті більшість модифікацій автобуса мали різновиди по двигуну. У наведеному нижче списку для кожної модифікації першим вказується позначення автобуса з двигуном, що відповідають стандартам Євро-1 (випускалися в 2002–2006 роках), другим — з двигуном стандарту Євро-2 (випускалися в 2006–2012 роках), третім — з двигуном стандарту Євро-3 (випускалися в 2009–2013 роках), четвертим — з двигуном стандарту Євро-4 (випускаються з 2012 по 2015 рік).
- БАЗ А079.03, БАЗ А079.13, БАЗ А079.31, БАЗ А079.51 — приміська модифікація, обладнана передніми дверима з пневмоприводом і задніми ручними дверима аварійного виходу. На даху один вентиляційно-евакуаційний люк.[6] (Фото [Архівовано 28 квітня 2019 у Wayback Machine.])

- БАЗ А079.03Ш, БАЗ А079.13Ш, БАЗ А079.31Ш, БАЗ А079.51Ш — шкільні автобуси. Модифікація для перевезення школярів, обладнана проблисковими маячками, передніми дверима з пневмоприводом і задніми ручними дверима аварійного виходу. Автобуси оснащені тахографами та обмежувачами швидкості. У салоні встановлені спеціальні дитячі сидіння з прив'язними ременями і підставками для портфелів. На даху один вентиляційно-евакуаційний люк.[7] (Фото)

- БАЗ А079.21Ш, БАЗ А079.24Ш, БАЗ А079.34Ш, БАЗ А079.34Ш — шкільні автобуси зі збільшеною колісною базою. Модифікація для перевезення школярів, обладнана проблисковими маячками, передніми дверима з пневмоприводом і задніми ручними дверима аварійного виходу. Автобуси оснащені тахографами та обмежувачами швидкості. У салоні встановлені спеціальні дитячі сидіння з прив'язними ременями і підставками для портфелів. На даху два вентиляційно-евакуаційних люка.[8] (Фото [Архівовано 15 квітня 2022 у Wayback Machine.])

- БАЗ А079.45Ш, БАЗ А079.46Ш, БАЗ А079.56Ш — шкільний автобус з місцем для школяра з обмеженою рухливістю. Відрізняється подовженим заднім звісом. Обидві двері з пневмоприводами. Задні двері має додаткову стулку, що відкривається вручну при роботі підйомника. У салоні встановлені дитячі сидіння з прив'язними ременями і підставками для портфелів і спеціальне сидіння для школяра з обмеженою рухливістю. На задньому майданчику передбачено місце для інвалідного візка. Автобус оснащений проблисковими маячками, тахографом і обмежувачем швидкості. На даху один вентиляційно-евакуаційний люк. У версії з двигуном Євро-1 не випускався.[9] (Фото [Архівовано 4 березня 2016 у Wayback Machine.])

- БАЗ А079.04, БАЗ А079.14, БАЗ А079.32, БАЗ А079.52 — модифікації для міських і приміських перевезень, обладнані двома дверима з пневмоприводами. Мають два варіанти компонування — 19 місць для сидіння в міському варіанті (трирядне компонування) і 22 місця — в приміському варіанті (чотирирядне компонування). На даху один вентиляційно-евакуаційний люк. Є варіант з двома вентиляційно-евакуаційними люками, призначений для південних міст, а також виконання з тонованими шибками для органів внутрішніх справ. Найбільш поширена модифікація автобуса.[10][11] (Фото [Архівовано 15 квітня 2022 у Wayback Machine.]) (Фото [Архівовано 10 квітня 2019 у Wayback Machine.])

- БАЗ А079.07, БАЗ А079.17, БАЗ А079.27 — міжміська модифікація з передніми ручними пасажирськими дверима і задніми ручними дверима аварійного виходу. Має подовжений задній звис і задній багажник. На даху один вентиляційно-евакуаційний люк. Мають два варіанти компонування — 20 місць для сидіння (трьохрядне компонування) і 24 місця (чотирирядне компонування). У салоні над сидіннями є багажні полиці. У версії з двигуном Євро-4 не випускався.[12] (Фото [Архівовано 25 лютого 2015 у Wayback Machine.])

- БАЗ А079.09, БАЗ А079.19, БАЗ А079.29 — міжміська модифікація, обладнана передніми дверима з пневмоприводом і задніми ручними дверима аварійного виходу. Має подовжений задній звис і задній багажник. На даху один вентиляційно-евакуаційний люк. Мають два варіанти компонування — 20 місць для сидіння (трьохрядне компонування) і 24 місця (чотирирядне компонування). У салоні над сидіннями є багажні полиці. У версії з двигуном Євро-4 не випускався.[12] (Фото [Архівовано 4 березня 2016 у Wayback Machine.])

- БАЗ А079.20, БАЗ А079.23, БАЗ А079.33, БАЗ А079 .53 — туристичний автобус зі збільшеною колісною базою, передніми ручними пасажирськими дверима і задніми ручними дверима аварійного виходу. Має подовжений задній звис і задній багажник. На даху два вентиляційно-евакуаційних люки. Мають два варіанти компонування — 23 місця для сидіння (трирядне компонування) і 28 місць (чотирирядне компонування). У салоні над сидіннями є багажні полиці.[13] (Фото [Архівовано 12 грудня 2013 у Wayback Machine.])

- БАЗ А079.21, БАЗ А079.24, БАЗ А079.34, БАЗ А079.54 - туристичний автобус зі збільшеною колісною базою, обладнаний передніми дверима з пневмоприводом і задніми ручними дверима аварійного виходу. Має подовжений задній звис і задній багажник. На даху два вентиляційно-евакуаційних люка. Мають два варіанти компонування — 23 місця для сидіння (трирядне компонування) і 28 місць (чотирирядне компонування). У салоні над сидіннями є багажні полиці.[14] Є виконання з тонованими шибками для органів внутрішніх справ.[15] (Фото [Архівовано 25 лютого 2015 у Wayback Machine.])

- БАЗ А079.24С — спеціальна модифікація автобуса, розроблена для органів внутрішніх справ. У салоні передбачені місця для перевезення зброї, обмундирування і спецзасобів. На даху два вентиляційно-евакуаційних люки. Вікна тоновані. Випускався тільки у версії з двигуном Євро-2.[15] (Фото [Архівовано 28 квітня 2019 у Wayback Machine.])

- БАЗ А079.22, БАЗ А079.25, БАЗ А079.35, БАЗ А079.55 — міжміський автобус класу «Люкс» зі збільшеною колісною базою, передніми зсувними автоматичними пасажирськими дверима пантографного типу і задніми ручними дверима аварійного виходу. На даху два вентиляційно-евакуаційних люки. Мають два варіанти компонування — 23 місця для сидіння (трьохрядне компонування) і 28 місць (чотирирядне компонування). Обшивка салону модифікації «Люкс» — тканинна, в салоні також встановлюється DVD-програвач і, в якості опції — кондиціонер. У салоні над сидіннями є багажні полиці і індивідуальні сервісні панелі.[12] (Фото [Архівовано 5 березня 2016 у Wayback Machine.])

- БАЗ А079.45, БАЗ А079.46, БАЗ А079.56 — міський автобус, обладнаний спеціальним підйомником для інвалідів-візочників. Відрізняється подовженим заднім звисом. Обидві двері з пневмоприводами. Задні двері має додаткову стулку, що відкривається вручну при роботі підйомника. У салоні на задньому майданчику передбачено спеціальне місце для інвалідного візка. У зв'язку з цим кількість місць для сидіння скорочено до 15. На даху один вентиляційно-евакуаційний люк. У версії з двигуном Євро-1 не випускався.[16] (Фото [Архівовано 2 березня 2022 у Wayback Machine.])

- БАЗ А079.48 — модифікація для міських і приміських перевезень, обладнана двома дверима з пневмоприводами, ідентична базової моделі А079.52, але оснащена газовим двигуном і з подовженим заднім свесом. Автобус був побудований в єдиному екземплярі в версії з газовим двигуном Євро-4.[17][18] (Фото [Архівовано 28 січня 2020 у Wayback Machine.]).

- БАЗ А079.30 («Еталон Сіті») — тривісний автобус середнього класу для міських перевезень. Додатковий задній міст — підкатний, з односхилими шинами, обладнаний гальмами. Пасажиромісткість 64 людини. Має двоє дверей з пневмоприводами. На даху два вентиляційно-евакуаційних люки. Автобус був побудований в єдиному екземплярі в версії з двигуном Євро-1.[12] (Фото)

- БАЗ А079.42 («Еталон L») — туристичний автобус класу «Люкс». Відрізняється зміненим екстер'єром, клеєними тонованими шибками й іншою передньою маскою. Обидві двері ручні. Обшивка салону модифікації «Люкс» — тканинна, в салоні також встановлюється DVD-програвач і кондиціонер. На даху один вентиляційно-евакуаційний люк. У салоні над сидіннями є багажні полиці та індивідуальні сервісні панелі. Автобус був побудований в єдиному екземплярі в версії з двигуном Євро-1.[12] (Фото [Архівовано 4 березня 2016 у Wayback Machine.])

- БАЗ А079Шт (штабний) — автобус у версії пересувного офісу. Спеціального індексу не має. Будувався для потреб корпорації «Еталон» і залишився на заводі. Компонування салону у вигляді кабінету. Є дивани, стіл. Автобус оснащений електрогенератором, душовою кабіною з бойлером, кондиціонером, відеосистемою. Двері ручні. На даху один вентиляційно-евакуаційний люк. Автобус був побудований в єдиному екземплярі в версії з двигуном Євро-1.[19][20]

## Конкуренти
- Богдан А201
- Богдан А092
- ЗАЗ А07А
- ЗАЗ А10L
- ГалАЗ-3207
- Стрий Авто А0756
- Рута 37